# Баккетти, Андреа
Андреа Баккетти (итал. Andrea Bacchetti, род. 1977) — итальянский пианист.
Дебютное выступление состоялось в концерте камерного оркестра I Solisti Veneti под управлением Клаудио Шимоне.
Участвовал в музыкальных фестивалях в Люцерне, Солсбери.
Выпустил ряд дисков на лейбле Sony Classical, в том числе с клавирной музыкой Иоганна Себастьяна Баха, Луиджи Керубини,
Бенедетто Марчелло, Вольфганга Амадея Моцарта, Иоганна Адольфа Хассе. В 2014 году записанный Баккетти диск с сонатами Доменико Скарлатти и Антонио Солера получил приз International Classical Music Awards в номинации «Барочная инструментальная музыка». На лейбле Decca выпустил диск с фортепианной музыкой Лучано Берио.
Выступления Андреа Баккетти абсолютно уникальны: музыкант использует ноты, восстановленные по старинным рукописям величайших композиторов эпохи.
В июне 2015 года гастролировал в Москве с сочинениями Иоганна Себастьяна Баха, Иоганна Адольфа Хассе и Доменико Скарлатти.
В январе 2023 года в Большом итальянском просвете Нового Эрмитажа, Санкт-Петербург, исполнил Концерт для фортепиано с оркестром № 26 «Коронационный» В.А. Моцарта в сопровождении Симфонического оркестра Ленинградской области.